# Sacco di Aquileia

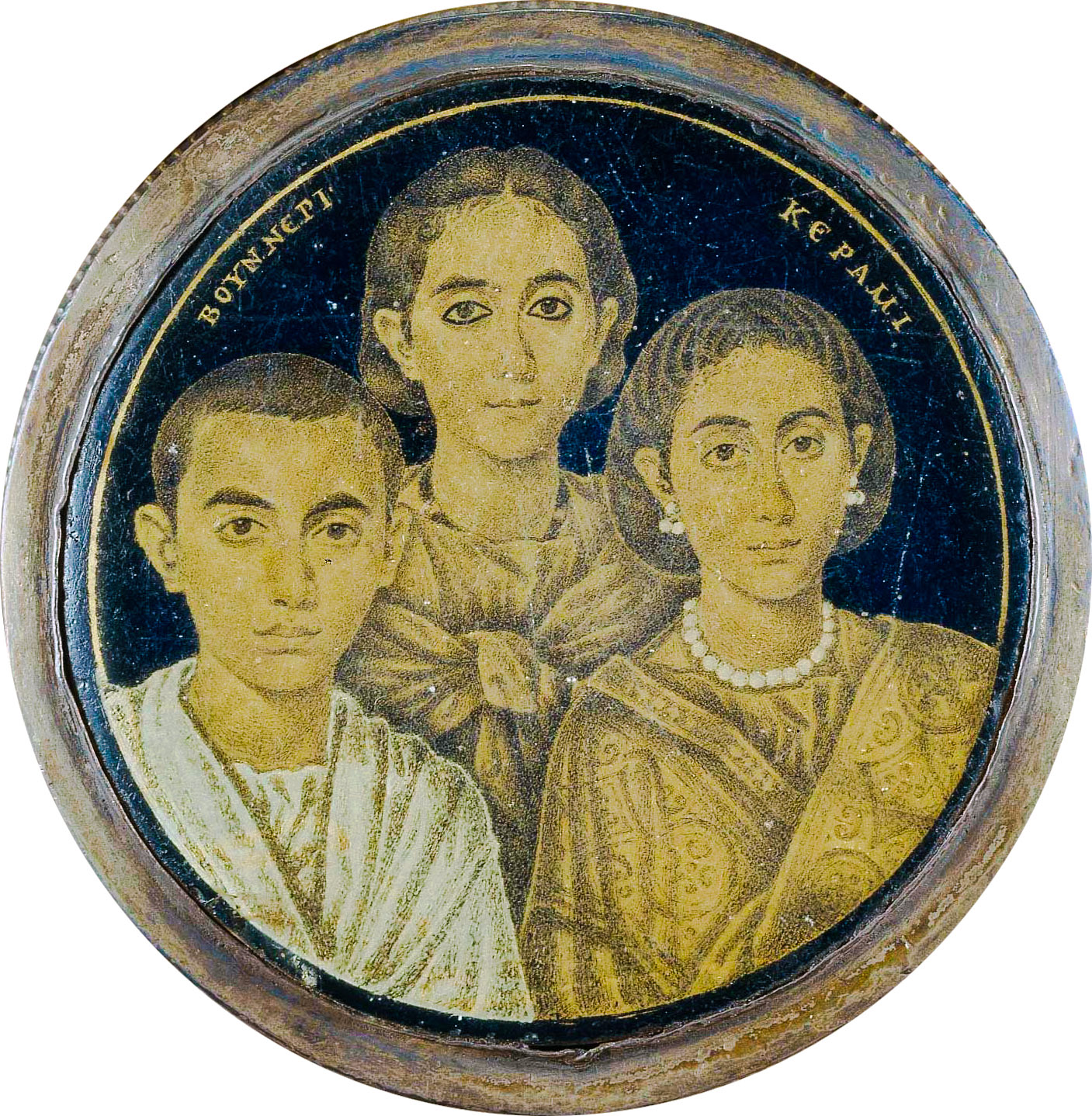
Medaglione in vetro dorato del III secolo, di origine alessandrina, ma tradizionalmente creduto raffigurante Valentiniano III, con la madre Galla Placidia e la sorella Giusta Grata Onoria. Onoria ebbe una relazione con un cortigiano e rimase incinta, cosa che mandò su tutte le furie suo fratello che la punì severamente, al punto che ella giunse a chiedere aiuto al re degli Unni, Attila, che colse il pretesto per invadere l'Impero.

Il sacco di Aquileia del 452 fu un episodio delle guerre condotte da Attila re degli Unni contro l'impero romano d'Occidente.

## Contesto storico
Attila, re degli Unni, dopo aver invaso almeno due volte la parte orientale dell'Impero romano, governata da Teodosio II, costringendola a pagargli un pesante tributo annuale di 2100 libbre d'oro (circa 700 Kg), tra il 449 e il 450 volse le sue mire contro la parte occidentale dell'Impero. Il pretesto con cui invase l'Impero era la richiesta di aiuto giuntagli da Giusta Grata Onoria, sorella dell'imperatore d'Occidente Valentiniano III. Ella fu colta in flagrante mentre si recava ad un incontro segreto con un certo Eugenio, che aveva la cura dei suoi beni, e con cui aveva una relazione amorosa clandestina; scoperti, entrambi furono puniti: Eugenio fu giustiziato, Onoria fu privata dei titoli imperiali e promessa in moglie ad Ercolano, uomo di rango consolare e di assoluta integerrimità. Onoria, bramando sottrarsi a tale matrimonio combinato, per disperazione, inviò presso Attila un certo eunuco di nome Giacinto, chiedendogli di intervenire per salvarla da tale matrimonio. Quando la notizia di questi avvenimenti raggiunse Teodosio II, consigliò al suo collega imperatore della parte occidentale, Valentiniano III, di inviare Onoria presso Attila, ma Valentiniano III agì diversamente: fece arrestare Giacinto e, dopo terribili torture, lo fece decapitare; inoltre, concesse la sorella Onoria in dono alla madre, Galla Placidia, su sue incessanti richieste, in modo che provvedesse lei alla sua punizione.
Nel frattempo, però, Attila, una volta appresa l'ascesa di Marciano al trono d'Oriente e ricevuto il messaggio di Onoria, inviò subito ambasciatori presso Valentiniano III per comunicargli che la giovanetta non era niente affatto degradata col promettergli la mano di sposa. Inviò inoltre messaggeri all'imperatore Marciano richiedendo il versamento del tributo annuale agli Unni. Tuttavia entrambe le ambascerie tornarono indietro senza over ottenuto niente: Valentiniano III rispose che Onoria, già diventata sposa, era impossibilitata ormai a sposarlo, e tra l'altro l'Impero non era destinato a lei, essendo per legge destinato alla sola discendenza maschile; anche Marciano si mostrò contrario alla ratifica del tributo che Teodosio II aveva accettato di versare agli Unni, e fece riferire di non avere timore di affrontare l'invasione unna, essendo disposto a combatterla con le armi piuttosto che pagare umilianti tributi. Attila si mostrò indeciso se attaccare prima l'Impero d'Oriente o l'Impero d'Occidente: alla fine decise di volgersi ad Occidente, non solo per combattere i Romani, ma anche con i Visigoti e con i Franchi.
Invasa la Gallia nel 451, Attila fu tuttavia sconfitto dal generale romano Ezio e dal suo esercito multietnico costituito da foederati Visigoti, Burgundi e altre etnie barbare, nella Battaglia dei Campi Catalauni, e fu costretto a fare ritorno nei suoi territori. Ancora determinato ad invadere l'Impero d'Occidente, con il pretesto di sposare Onoria e ottenere come dote metà dell'Impero d'Occidente, nel 452 invase l'Italia, attraversando le Alpi Giulie.

## Il saccheggio e la controversa datazione
Attraversate le Alpi Giulie, la prima città che assediò fu Aquileia, la metropoli della Venezia. Sul lato orientale le mura erano bagnate dal fiume Natissa. Lo storico Giordane narra che l'assedio si protrasse a lungo (Paolo Diacono afferma addirittura per un triennio, ma una durata dell'assedio di addirittura tre anni appare inverosimile, anche considerato che l'invasione dell'Italia si svolse nel giro di un anno), a causa della strenua resistenza della guarnigione romana, e che l'esercito unno fosse ormai demoralizzato e sul punto di rinunciare all'assedio. Lo stesso Giordane narra che Attila si mise a camminare intorno alla mura, per riflettere se continuare l'assedio o rinunciarci, quando notò che delle cicogne stavano portando via i loro piccoli fuori dalla città (Procopio specifica da una torre), contrariamente al loro costume.
Interpretandolo come un presagio favorevole, Attila disse ai suoi soldati che a suo dire gli uccelli avrebbero la capacità di prevedere il futuro e che quindi starebbero lasciando la città perché avrebbero presagito che la città sarebbe caduta presto in mano unna. In questo modo incoraggiò i suoi soldati ad assaltare con nuovo vigore Aquileia: attaccando la città con tutte le macchine da guerra a loro disposizione riuscirono in breve tempo a fare irruzione nella città, a devastarla, a dividersi il bottino. Procopio narra che crollò proprio la parte delle mura dove la cicogna aveva fatto il nido prima di andarsene, permettendo agli Unni di penetrare in città. Paolo Diacono narra che la città di Aquileia subì una triste sorte: fu devastata e data alle fiamme, mentre i suoi abitanti furono o uccisi o fatti prigionieri. Sempre lo stesso Paolo Diacono narra la triste storia, forse presa da una tradizione popolare, di una donna di Aquileia, tal Digna, che abitava in una stanza di una torre delle mura, la cui finestra si affacciava sul fiume Natissa. Si narra che tale Digna, quando gli Unni irruppero in città, nel timore di essere violata, si gettò nel fiume Natissa dalla finestra della propria abitazione, pur di non perdere la propria verginità e conseguentemente l'onore.
Stando ad alcune lettere di Leone Magno e alla Novella 36 di Valentiniano, fino a metà giugno non risultano essere segnatale attività belliche nell'area della Venezia, che invece sembrano cominciare a partire dal 29 giugno, data della citata Novella in cui Valentiniano parla ad un Ezio intento in bellicas curas, cioè in preparativi bellici in atto. È possibile dunque che nell'arco di un mese, ovvero a partire dal 29 giugno fino al 18 luglio, data del saccheggio presunta dalla pergamena di Merseburg (documento in cui compare una datazione precisa del sacco), la città sia stata attaccata, espugnata e saccheggiata dalle forze di Attila. Se si vuol prestare fede alla tradizione delle cicogne, segnalata da Giordane, dovremmo presumere un prolungamento dell'assedio fino a settembre, stagione in cui avviene la migrazione delle cicogne nell'area.
In un documento di grande interesse conservato presso la biblioteca capitolare di Merseburg si evince che l'irruzione unna e il conseguente saccheggio si verificarono "15 giorni prima delle calende di agosto" (XV kal. Aug.), "nell'anno dei consoli Flavio Basso Ercolano e Flavio Sporacio", ovvero il 18 luglio del 452, un venerdì. Vi si legge infatti:
(Consularia Ravennatia, fr.)
Il giorno 18 luglio, data nefasta nella storia romana, coincide non sappiamo se solo casualmente o per tradizione storiografica, con altri due fatti nefasti avvenuti nel medesimo giorno, la battaglia del fiume Allia e l'incendio di Roma del 64. Tale datazione, ancorché corroborata da un riferimento rinviante ad ambienti della corte ravennate, dunque di sicura attestazione, potrebbe essere viziata tuttavia da un pregiudizio antieziano, ovvero contrario alla politica di Ezio e alla sua strategia di difesa dei confini. Il riferimento nella cronaca ravennate infatti, prodotto degli ambienti della corte di Valentiniano, potrebbe avere avuto un intrinseco intento denigratorio nei riguardi dell'operato di Ezio, non solo in relazione all'esagerazione delle conseguenze dell'assedio (vi si parla di un'Aquileia fracta, ovvero devastata), ma anche rispetto all'infausto sincronismo con cui si pone in parallelo l'evento dell'assedio con quello di altri dies religiosi, ovvero infausti e macchiati dall'onta della storia romana.

## Conseguenze

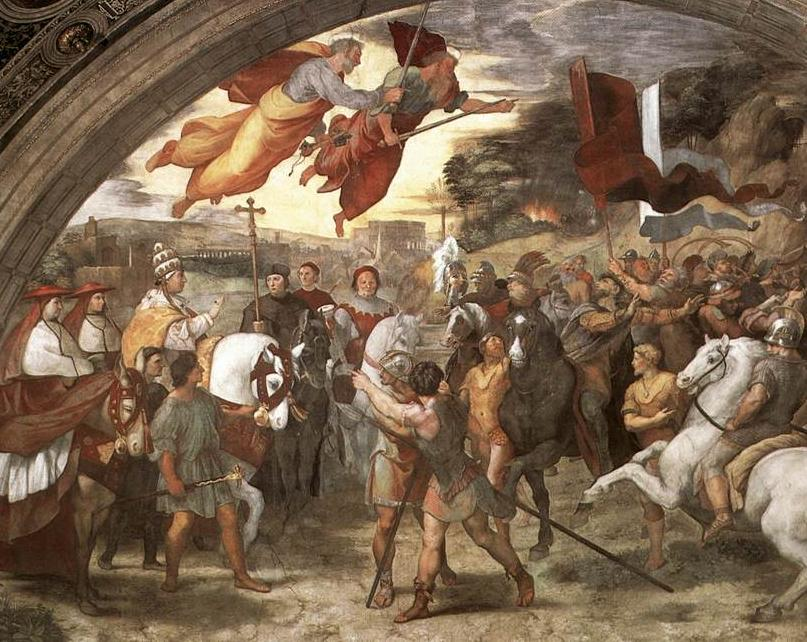
Incontro tra Attila e papa Leone Magno, affresco di Raffaello. Secondo la leggenda, Attila fu spinto al ritiro per intervento di papa Leone I. Più verosimilmente le ragioni furono diverse, di carattere logistico.

Dopo aver espugnato e distrutto Aquileia, gli Unni procedettero a devastare tutte le rimanenti città della Venezia: in particolare le città di Concordia, Altino e Padova, prossime ad Aquileia, furono distrutte, ma anche le città di Vicenza, Verona, Brescia e Bergamo furono attaccate e devastate dagli Unni senza che nessuno si opponesse alla loro avanzata devastatrice. Una volta devastata la Venezia, gli Unni invasero la provincia della Liguria devastando Mediolanum (Milano) e Ticinum (Pavia) e le città limitrofe. Dopo aver devastato anche le città dell'Emilia, Attila si fermò nei pressi del fiume Mincio, sembra esitante ad avanzare. Sembra che Attila fosse intenzionato ad espugnare Roma. Ma gli storici ecclesiastici riferiscono che fu fermato per merito di un'ambasceria condotta da papa Leone I e che incontrò Attila nei pressi del fiume Mincio. Gli storici ecclesiastici riferiscono che Attila sarebbe stato indotto dal timore di papa Leone I a rinunciare alla presa di Roma e abbandonare l'Italia; essi infarciscono la loro narrazione con la presunta apparizione celeste di un vecchio in abiti sacerdotali, probabilmente San Pietro, che avrebbe minacciato Attila inducendolo al ritiro. Invece, secondo quanto narra Giordane, che usa come fonte lo storico Prisco di Panion, Attila rinunciò alla presa di Roma perché temeva che gli capitasse la stessa sorte di Alarico, che perì alcuni mesi dopo aver saccheggiato Roma; insomma, temeva che il sacco della città portasse male a chi avesse osato profanarla.
Probabilmente, invece, Attila si ritirò non tanto perché superstizioso, e timoroso che profanare una città così gloriosa gli avrebbe portato male, ma perché l'esercito unno, come riferisce il cronista Idazio, fu decimato da una pestilenza nonché dalla carestia. Inoltre, lo stesso Idazio riferisce che gli Unni furono attaccati dalle truppe inviate dall'imperatore d'Oriente Marciano, intervenute in sostegno dell'Impero d'Occidente. Fu anche e soprattutto per queste considerazioni di tipo logistico che gli Unni di Attila arrestarono la loro avanzata verso Roma tornando nei loro territori. Attila perì l'anno successivo, nel 453.
Quanto ad Aquileia, i dati archeologici smentiscono la tesi che essa fosse stata distrutta dagli Unni. A conferma di una ripresa di Aquileia dalle devastazioni subite, una lettera di Papa Leone I all'Arcivescovo di Aquileia Niceta datata 21 marzo 458 attesta che diversi abitanti fatti prigionieri dagli Unni nel corso del Sacco furono in seguito liberati e poterono tornare nella loro città, ma scoprirono che nel frattempo le loro mogli si erano risposate; in risposta a Niceta, che gli aveva segnalato il problema, il pontefice stabilì la nullità di questi secondi matrimoni, obbligando le donne risposate a tornare a convivere con il loro primo marito. In ogni caso Aquileia subì una perdita di importanza geopolitica in seguito al sacco, anche se esso non ne fu l'unica causa.